# Творкув
Творкув (пол. Tworków) — село в Польщі, у гміні Кшижановиці Рациборського повіту Сілезького воєводства.
Населення — 2758 осіб (2011).

## Демографія
Демографічна структура станом на 31 березня 2011 року:
|          | Загалом | Допрацездатний вік | Працездатний вік | Постпрацездатний вік |
| -------- | ------- | ------------------ | ---------------- | -------------------- |
| Чоловіки | 1334    | 218                | 948              | 168                  |
| Жінки    | 1424    | 192                | 878              | 354                  |
| Разом    | 2758    | 410                | 1826             | 522                  |